# NGC 361
NGC 361 是小麦哲伦星系杜鵑座中的一個疏散星团。它於1826年9月6日由詹姆士·敦洛普發現。NGC 361大约有 81 亿年的历史。